# Survivor Series (1996)
Survivor Series (1996) — щорічне pay-per-view шоу «Survivor Series», що проводиться федерацією реслінгу WWE. Шоу відбулося 17 листопада 1996 року в Медісон-сквер-гарден у місті Нью-Йорк (США). Це було 10 шоу в історії «Survivor Series». Сім матчів відбулися під час шоу.